# Concursul Eurovision pentru tineri dansatori
Concursul Eurovision  pentru tineri dansatori(en:Eurovision Young Dancers) este un concurs bianual de dans pentru tineri cu vârsta cuprinsă inte 16 și 21 de ani. Încă din anul 1985, folosindu-se un format similar  Concursului Muzical Eurovision, fiecare țară membră EBU a avut oportunitatea de a trimite un act care să completeze concursul. Actul trimis poate să fie solo sau pereche, însă concurenții trebuie să aibă vârsta cuprinsă intre 16 și 21 de ani. Câștigătorul este ales prin televot de telespectatorii din țările membre EBU, printr-un mecanism de vot în timp real.
În 2003 s-au acordat premi separat pentru dansul clasic și pentru cel contemporan.
În anul 2007 copetiția nu a avut loc deoarece Uniunea Europeană de Radioteleviziune a introdus un nou teleshow ,Concursul de dans Eurovision. Concursul pentru tineri dansatori a fost planificat să revină în 2009 la data de 19 iunie 2009, în Dance House, Oslo, Norvegia. Cu toate acestea, ca director al Eurovision TV, domnul Bjorn Erichsen, a anunțat într-o conferință în 2009 anularea concursului datorită numărului mic de participanți.

## Debutul țărilor
| Anul | Tările/Țara care debutează                                                                                 |
| ---- | --- |
| 1985 | Belgia, Finlanda, Franța, Germania, Italia, Norvegia, Țările de Jos, Spania, Suedia, Elveția, Regatul Unit |
| 1987 | Austria, Canada, Danemarca, Iugoslavia                                                                     |
| 1989 | Cipru, Portugalia                                                                                          |
| 1991 | Bulgaria                                                                                                   |
| 1993 | Estonia, Grecia, Polonia, Slovenia                                                                         |
| 1995 | Rusia, Ungaria                                                                                             |
| 1997 | Letonia, Slovacia                                                                                          |
| 1999 | Cehia |
| 2003 | Armenia, România, Ucraina                                                                                  |
| 2011 | Croația, Kosovo                                                                                            |
| 2013 | Belarus |

## Câștigătorii
| Anul | Țara          | Artist                             |
| ---- | ------------- | ---------------------------------- |
| 1985 | Spania        | Arantxa Arguelles                  |
| 1987 | Danemarca     | Rose Gad Poulsen & Nikolaj Hübbe   |
| 1989 | Regatul Unit  | Tetsuya Kumakawa                   |
| 1989 | Franța        | Agnès Letestu                      |
| 1991 | Spania        | Amaya Iglesias                     |
| 1993 | Spania        | Zenaida Yanowsky                   |
| 1995 | Spania        | Jesus Pastor Sauquillo & Ruth Miro |
| 1997 | Spania        | Antonio Carmena                    |
| 1999 | Germania      | Katja Wünsche & Yohan Stegli       |
| 2001 | Polonia       | Dawid & Marcin Kupinski            |
| 2003 | Ucraina       | Jerlin Ndudi                       |
| 2003 | Suedia        | Kristina Oom & Sebastian Michanek  |
| 2005 | Țările de Jos | Milou Nuyens                       |
| 2011 | Norvegia      | Daniel Sarr                        |
| 2013 | Țările de Jos | Sedrig Verwoert                    |

## Lista medialiilor
| Loc | Țară          | Aur | Argint | Bronz | Total |
| --- | ------------- | --- | ------ | ----- | ----- |
| 1   | Spania        | 5   | 0      | 1     | 6     |
| 2   | Suedia        | 1   | 2      | 2     | 5     |
| 3   | Franța        | 1   | 1      | 1     | 3     |
| 4   | Polonia       | 1   | 1      | 0     | 2     |
| 4   | Norvegia      | 1   | 1      | 0     | 2     |
| 6   | Danemarca     | 1   | 0      | 1     | 2     |
| 6   | Germania      | 1   | 0      | 1     | 2     |
| 6   | Țările de Jos | 1   | 0      | 1     | 2     |
| 9   | Regatul Unit  | 1   | 0      | 0     | 1     |
| 9   | Ucraina       | 1   | 0      | 0     | 1     |
| 11  | Belarus       | 0   | 2      | 2     | 4     |
| 12  | Suedia        | 0   | 2      | 0     | 2     |
| 13  | Austria       | 0   | 0      | 1     | 1     |